# Leptosiaphos hylophilus
Leptosiaphos hylophilus är en ödleart som beskrevs av  Laurent 1982. Leptosiaphos hylophilus ingår i släktet Leptosiaphos och familjen skinkar. Inga underarter finns listade i Catalogue of Life.